# 湯田利典
湯田 利典（ゆだ としのり、1939年11月30日 - 2016年8月8日）は、日本の物理学者。位階は従四位。
専門は、素粒子・原子核・宇宙線・宇宙物理。東京大学名誉教授。名古屋大学太陽地球環境研究所教授、神奈川大学工学部特任教授などを歴任。

## 経歴
1939年11月生まれ。名古屋大学大学院理学研究科物理学専攻課程修了、理学博士。日本学術振興会奨励研究員、神奈川大学助教授、東京大学宇宙線研究所助教授、教授、附属乗鞍観測所長、名古屋大学太陽地球環境研究所教授などを経て神奈川大学工学部特任教授。東京大学名誉教授。没後、叙従四位、瑞宝小綬章追贈。

## 研究
- チベットにおける高エネルギー天体現象の観測－四半世紀を超える日中共同研究[3]